# Aydınyayla, Yığılca
Aydınyayla là một xã thuộc huyện Yığılca, tỉnh Düzce, Thổ Nhĩ Kỳ. Dân số thời điểm năm 2010 là 284 người.